# Libby (Montana)
La ville de Libby est le siège du comté de Lincoln, situé dans l’État du Montana, aux États-Unis. Sa population s’élevait à 2 628 habitants lors du recensement de 2010, estimée à 2 691 habitants en 2017.

## Démographie
| Groupe            | Libby | Montana | États-Unis |
| ----------------- | ----- | ------- | ---------- |
| Blancs            | 95,9  | 89,4    | 72,4       |
| Amérindiens       | 1,1   | 6,3     | 0,9        |
| Asiatiques        | 0,4   | 0,6     | 4,8        |
| Métis             | 0,3   | 2,5     | 2,9        |
| Autres            | 0,3   | 0,7     | 6,4        |
| Afro-Américains   | 0,1   | 0,4     | 12,6       |
| Total             | 100   | 100     | 100        |
|                   |       |         |            |
| Latino-Américains | 2,5   | 2,9     | 16,7       |

Selon l'American Community Survey pour la période 2010-2014, 96,23 % de la population âgée de plus de 5 ans déclare parler l'anglais à la maison, 1,72 % déclare parler une langue chinoise, 1,52 % l'allemand et 0,53 % une autre langue.